# Lars Stierncrona
Lars Stierncrona, född 5 november 1663 i Estuna församling, död 15 juni 1707 i Vallentuna församling, var en svensk borgmästare och ämbetsman.

## Biografi
Lars Stierncrona föddes 1663 på Tarva i Estuna församling. Han var son till slottsfogden Per Larsson Welt på Uppsala slott och Elsa Stensdotter Lindemarck. Stierncrona blev 26 september 1677 student vid Uppsala universitet och 1688 auskultant i Svea hovrätt. Han blev 5 januari 1691 justitiarie i Vaxholm och 16 januari 1692 häradshövding i Seminghundra, Långhundra, Lyhundra, Vallentuna, Frötuna och Länna, Bro, Vätö och Väddö häraders/skeppslags domsaga. Stierncrona blev 20 april 1697 borgmästare i Norrtälje stad. Han adlades 16 januari 1699 till Stierncrona tillsammans med sin yngre bror Gabriel Stierncrona, som sedan blev friherre och introducerades 1703 i Sveriges Riddarhus som nummer 1384. Stierncrona avled 1707 på Valletuna prästgård i Vallentuna församling och begravdes 20 juni samma år i Vallentuna kyrka.

### Egendom
Han hade gården Degerö i Malsta socken under panträtt, som han sålde 1701.

### Familj
Stierncrona gifte sig 17 november 1692 i Stockholm med Brita Stierneld (1670–1758), dotter av kammarrådet Samuel Stierneld och Brita Betty Claesdotter Ratkind. De fick tillsammans barnen Brita Stierncrona (1693–1765) som var gift med kammartevisionsrådet Gudmund Silfverstolpe, Elsa Catharina Stierncrona (1696–1750-talet) som var gift med landssekreteraren Johan Hilleström i Uppsala län, kammarherren Samuel Stierncrona (1697–1747), majoren Per Stierncrona (1699–1778), Gabriel Stierncrona (1701–1702), Göverstelöjtnanten Gabriel Stierncrona (1703–1774), Gustaf Stierncrona (1705–1709) och Catharina Maria Stierncrona (1705–1787) som var gift med direktören Johan Henrik Werner över rikets tryckerier och krigsrådet Jakob Andersson Röök.